# Constructivisme (art)

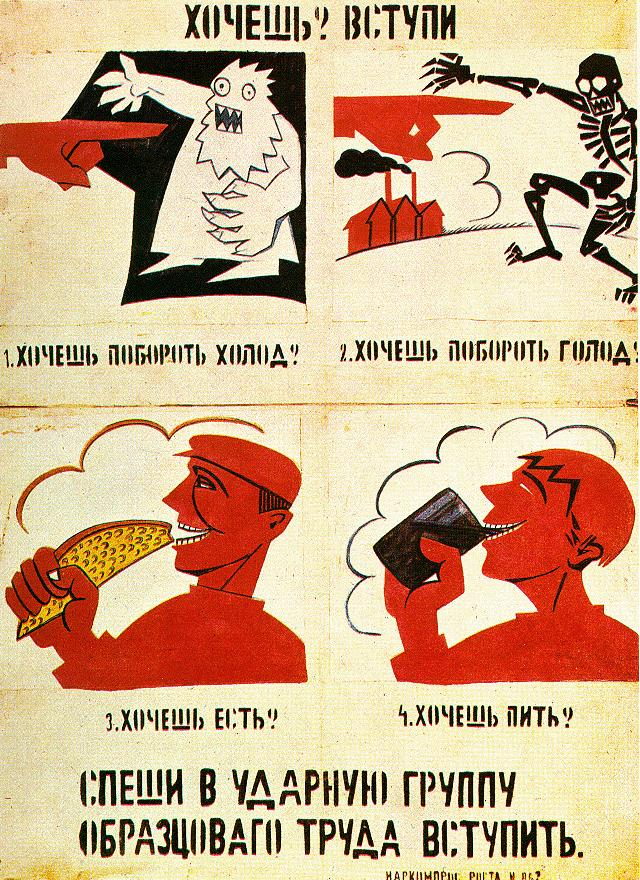
Cartell constructivista de Maiakowski

El constructivisme va ser un moviment artístic i arquitectònic que va sorgir a Rússia el 1914 i es va fer especialment present després de la Revolució d'Octubre del 1917. No pretenia ser un estil artístic sinó l'expressió d'una convicció política (el marxisme). Defensava un art al servei de la revolució i del poble. Reivindicava l'eliminació de la distinció entre les arts i buscava una estètica que fos el reflex de l'època de la mecanització. La pintura i l'escultura esdevenen una mateixa construcció i no una representació, fent servir els materials i els procediments propis de l'arquitectura. Accepta tota mena de nous materials i tècniques industrials. Emfasitza la relació amb el formalisme lingüístic i literari.
És un terme d'ús freqüent avui en l'art modern, i es fa servir per separar l'art pur de l'art fet servir com a instrument per a propòsits socials. El terme construction art (art de construcció) va ser utilitzat per primera vegada de manera despectiva per Kasimir Malèvitx per a descriure el treball d'Alexander Rodchenko el 1917.

## Història

### Inicis
El constructivisme apareix per primera vegada com a terme positiu en el Manifest realista de Naum Gabo, el 1920. Poc després, Alexei Gan va utilitzar la paraula com a títol del seu llibre Constructivisme, imprès el 1922.
La base d'ensenyament per al nou moviment va ser posada pel Comissariat del Poble per a l'Educació (o Narkompros) del govern bolxevic, a càrrec del ministeri de Cultura i Educació dirigit per Anatoli Lunacharski, que va suprimir la vella acadèmia de Petrograd de Belles Arts i l'Escola de Moscou de Pintura, Escultura i Arquitectura el 1918. L'oficina artística del Comissariat va funcionar durant la Guerra Civil russa principalment dirigida per futuristes, i va publicar el diari Art de la Comuna. El centre del constructivisme a Moscou residia en Vkhutemas, l'escola per a l'art i el disseny, establerta el 1919. Gabo va assenyalar, més endavant, que l'ensenyament en l'escola va ser orientat més envers la discussió política i ideològica que cap a la creació artística.

### Art al servei de la revolució

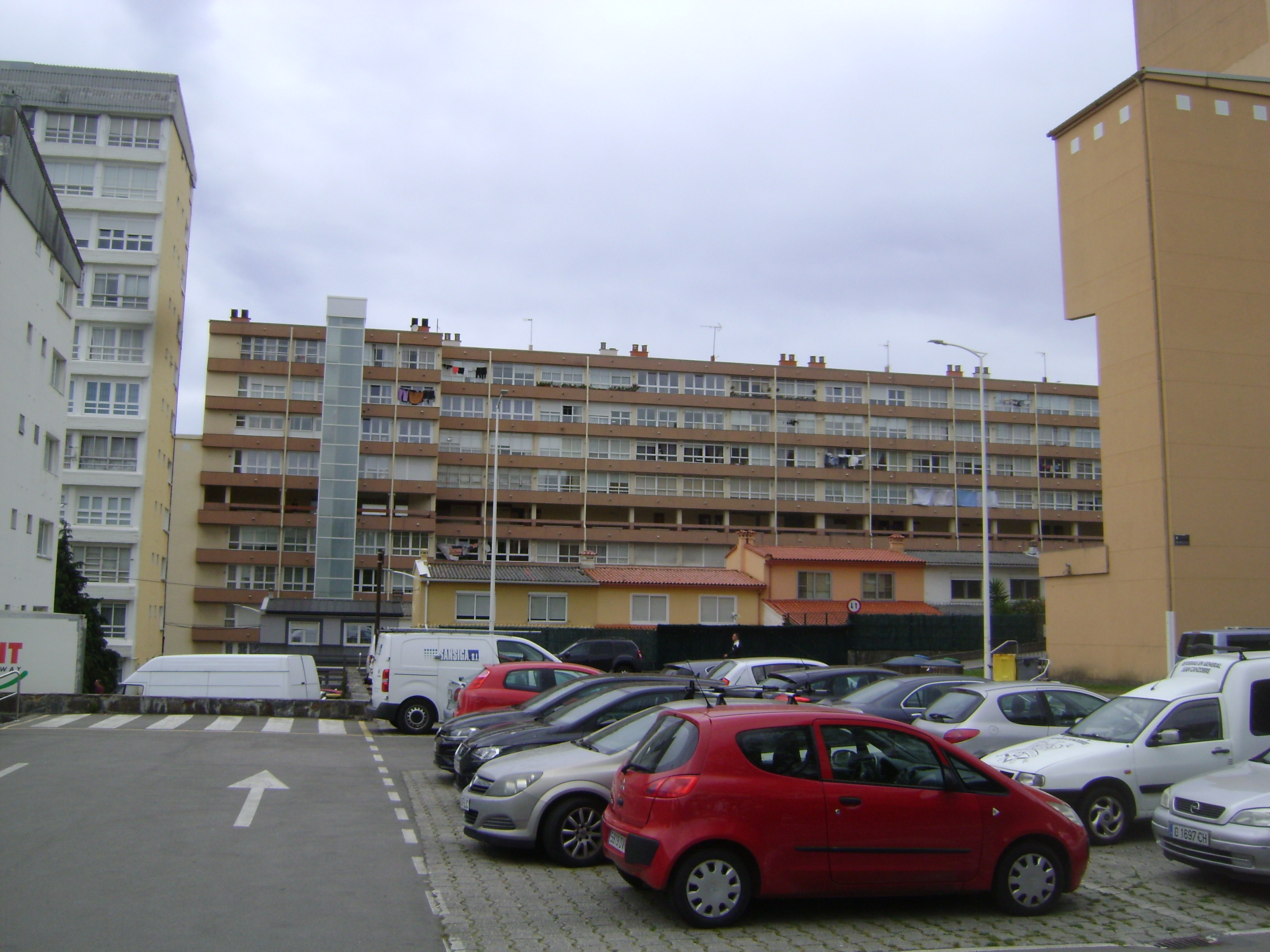
Imatge del Districte de les Flors, La Corunya, Galícia, (Espanya), construït sota la influència del constructivisme rus.

Així com van estar envoltats en treballs de disseny industrial, els constructivistes van treballar en festivals públics i dissenys de cartells de carrer per al govern de la revolució bolxevic. Potser el més famós d'aquests es va donar a Vítsiebsk, on el grup UNOVIS de Malèvitx va pintar plaques d'anuncis i edificis. El més conegut n'era el poster de Lissitzky: Colpegeu els blancs amb la falca vermella (1919).
Inspirats per la declaració de Vladimir Maiakovsky "els carrers els nostres pinzells, les places les nostres paletes", artistes i dissenyadors van participar en la vida pública durant la Guerra Civil. Una instància determinant en va ser el festival proposat per al congrés del Komintern el 1921 per Alexander Feixin i Liubov Popova. En resum, alguns dels constructivistes van estar fortament embolicats en la Finestra ROSTA, una campanya d'informació pública bolxevic al voltant dels anys 20. Alguns dels més famosos d'aquesta campanya van ser el pintor i poeta Vladimir Maiakovski i Vladimir Lebedev.

### Tatlin, art constructiu i productivisme
L'obra canònica del constructivisme va ser la proposta de Vladimir Tatlin per al Monument a la III Internacional (1919), que combinava una estètica de màquina amb components dinàmics que celebraven la tecnologia, com els reflectors i les pantalles de projecció. Gabo va criticar públicament el disseny de Tatlin dient: «O es creen cases i ponts funcionals o el pur art per l'art, però no ambdós».
Aquest fet va portar a una divisió important dins del grup de Moscou el 1920, quan el Manifest realista de Gabo i Antoine Pevsner va afirmar l'existència d'un nucli espiritual per al moviment. Això s'oposava a la versió del constructivisme adaptable i utilitària que sostenien Tatlin i Rodchenko. L'obra de Tatlin va ser immediatament lloada per artistes d'Alemanya com una revolució en l'art: una foto del 1920 mostra George Grosz i John Heartfield sostenint una pancarta dient L'art és mort - Llarga vida a l'art de la màquina de Tatlin, i els dissenys per a la torre es van publicar a la revista de Bruno Taut Fruhlicht.

### Constructivisme i consumisme
El 1921 es va establir la Nova Política Econòmica a la Unió Soviètica, que va obrir més oportunitats de mercat a l'economia soviètica. Rodtxenko, Stepanova i altres van fer publicitat per a les cooperatives que ara competien amb altres negocis comercials. El poeta-artista Vladimir Mayakovsky i Rodchenko van treballar junts i es van anomenar "constructors de publicitat". Junts van dissenyar imatges atractives amb colors brillants, formes geomètriques i lletres atrevides. La lletra de la majoria d'aquests dissenys tenia la intenció de crear una reacció i funcionar emocionalment: la majoria van ser dissenyades per als grans magatzems estatals Mosselprom de Moscou, per a xumets, oli de cuina, cervesa i altres productes quotidians. A més, diversos artistes van intentar treballar amb el disseny de roba amb èxit variable: Varvara Stepanova va dissenyar vestits amb estampats geomètrics brillants que es van produir en sèrie, tot i que les granotes d'obrers de Tatlin i Rodchenko mai van romandre com a prototips. El pintor i dissenyador Lyubov Popova va dissenyar una mena de vestit de solapa constructivista abans de la seva mort prematura el 1924, els plans del qual es van publicar a la revista LEF. En aquestes obres, els constructivistes van mostrar la voluntat d'implicar-se en la moda i el mercat de masses, que van intentar equilibrar amb les seves creences comunistes.

### LEF i cinema constructivista
Els constructivistes soviètics es van organitzar a la dècada de 1920 en el "Front esquerre de les arts", que va produir l'influent revista LEF, (que va tenir dues sèries, de 1923 a 1925 i de 1927 a 1929 com a Nova LEF). LEF es va dedicar a mantenir l'avantguarda davant les crítiques de l'incipient realisme socialista, i la possibilitat d'una restauració capitalista, amb la revista especialment mordaç sobre els 'NEPmen', els capitalistes de l'època. Per a LEF el nou mitjà del cinema era més important que la pintura de cavallet i les narracions tradicionals que elements del Partit Comunista intentaven reviure aleshores. Importants constructivistes estaven molt implicats amb el cinema, amb Maiakovski actuant a la pel·lícula The Young Lady and the Hooligan (1919), els dissenys de Rodtxenko per als intertítols i les seqüències animades de Kino Eye de Dziga Vertov (1924) i els dissenys d'Aleksandra Ekster per als decorats i vestuari de la pel·lícula de ciència-ficció Aelita (1924).
Els teòrics productivistes Osip Brik i Sergei Tretyakov també van escriure guions i intertítols, per a pel·lícules com Tempesta sobre Àsia de Vsevolod Pudovkin (1928) o Turksib de Víctor Turin (1929). Els cineastes i col·laboradors de LEF Dziga Vertov i Sergei Eisenstein, així com el documentalista Esfir Shub, també van considerar constructivista el seu estil de muntatge ràpid i de muntatge. Les primeres pel·lícules excentristes de Grigori Kozintsev i Leonid Trauberg (The New Babylon, Alone) tenien intencions semblants d'avantguarda, així com una fixació per l'Amèrica de l'època del jazz que era característica de la filosofia, amb els seus elogis a actors de comèdia de bufetada com Charlie Chaplin i Buster Keaton, així com de la producció massiva fordista. Com els fotomuntatges i els dissenys del constructivisme, el primer cinema soviètic es va concentrar a crear un efecte d'agitació i provocació.

## Llegat

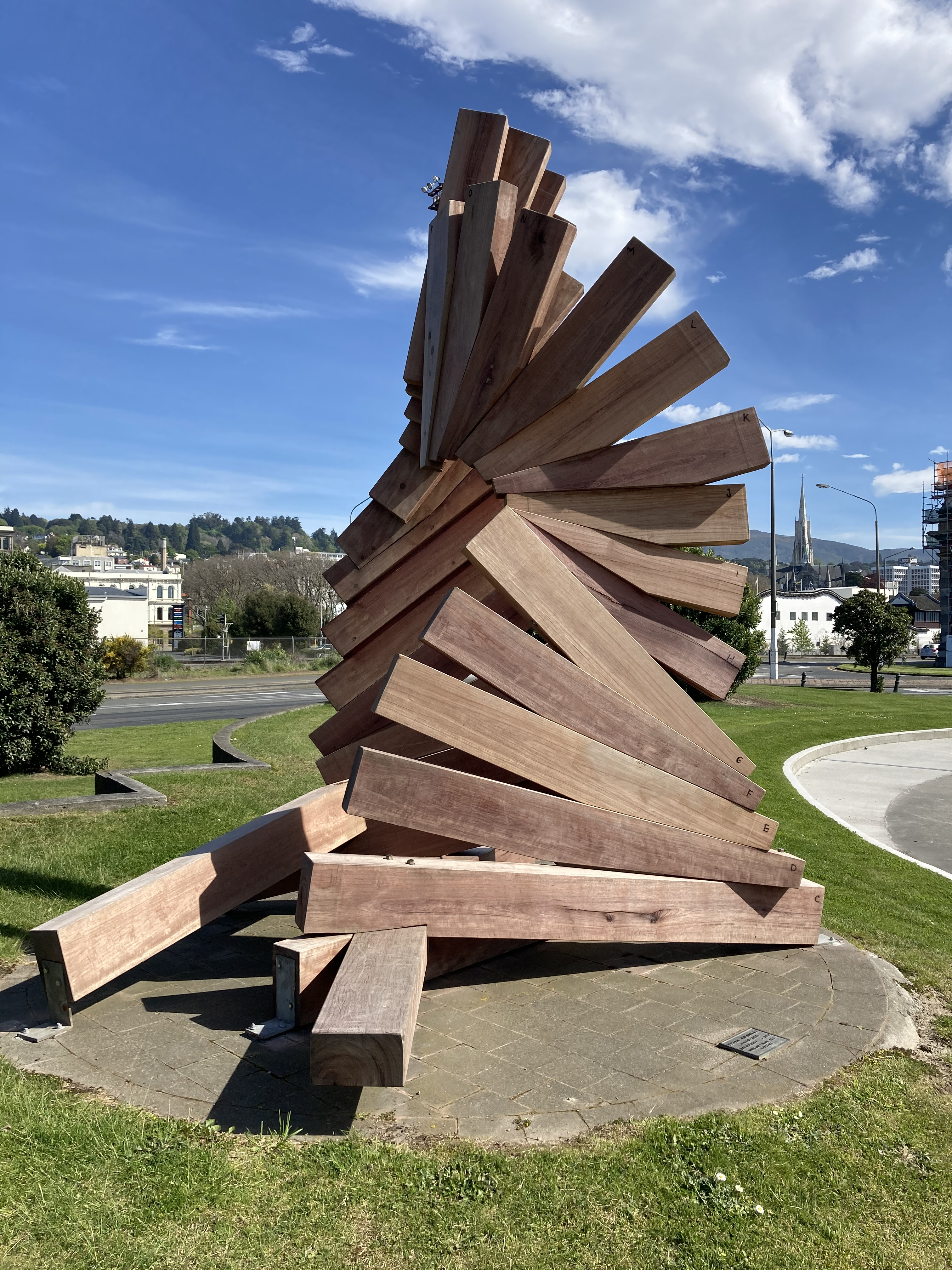
L'escultura Toroa (1989) de Peter Nicholls a Dunedin, Nova Zelanda, mostra la influència del constructivisme.

Alguns constructivistes ensenyarien o donarien conferències a les escoles de la Bauhaus a Alemanya, i alguns dels mètodes d'ensenyament de VKhUTEMAS es van adoptar i desenvolupar allà. Gabo va establir una versió del constructivisme a Anglaterra durant les dècades de 1930 i 1940 que va ser adoptada per arquitectes, dissenyadors i artistes després de la Primera Guerra Mundial (vegeu Victor Pasmore), i John McHale. Joaquín Torres García i Manuel Rendón van ser determinants en la difusió del constructivisme per Europa i Amèrica Llatina. El constructivisme va afectar els mestres moderns d'Amèrica Llatina com ara Carlos Mérida, Enrique Tábara, Aníbal Villacís, Theo Constanté, Oswaldo Viteri, Estuardo Maldonado, Luis Molinari, Carlos Catasse, João Batista Vilanova Artigas i Oscar Niemeyer, per citar-ne només alguns. També hi ha hagut deixebles a Austràlia, sent el pintor George Johnson el més conegut. A Nova Zelanda, les escultures de Peter Nicholls mostren la influència del constructivisme.
A la dècada de 1980, el dissenyador gràfic Neville Brody va utilitzar estils basats en cartells constructivistes que van iniciar un renaixement de l'interès popular. També durant la dècada de 1980 el dissenyador Ian Anderson va fundar The Designers Republic, una empresa de disseny reeixida i influent que utilitzava principis constructivistes.

### Deconstructivisme
L'anomenada arquitectura deconstructivista comparteix elements d'enfocament amb el constructivisme (el seu nom fa més referència a l'enfocament literari de la desconstrucció). Va ser desenvolupat pels arquitectes Zaha Hadid, Rem Koolhaas i altres a finals del segle XX i principis del XXI. Zaha Hadid amb els seus esbossos i dibuixos de triangles i rectangles abstractes evoca l'estètica del constructivisme. Encara que formalment semblants, les connotacions polítiques socialistes del constructivisme rus són menys destacades pel deconstructivisme de Hadid. Els projectes de Rem Koolhaas reviuen un altre aspecte del constructivisme. Les estructures en forma de bastida i grua representades per molts arquitectes constructivistes s'utilitzen per a les formes acabades dels seus dissenys i edificis.

## Artistes associats al constructivisme
| - Ella Bergmann-Michel (1896-1971) - Carlos Catasse (1944-) - Theo Constanté (1934-) - Naum Gabo (1890-1977) - Moissei Guínzburg (1946-) - Gustav Klutsis (1895-1938) - El Lissitzky (1890-1941) - Louis Lozowick (1892-1973) - Estuardo Maldonado (1930-) - Vladimir Shukhov (1853-1939) | - Konstantín Mélnikov (1890-1974) - Vadim Meller (1884-1962) - László Moholy-Nagy (1895-1946) - Tomoyoshi Murayama (1901-1977) - Victor Pasmore (1908-1998) - Antoine Pevsner (1886-1962) - Liubov Popova (1889-1924) - Manuel Rendón Seminario (1894-1982) - Aleksandr Rodchenko (1891-1956) - Oskar Schlemmer (1888-1943) | - Varvara Stepanova (1894-1958) - Enrique Tábara (1930-) - Vladimir Tatlin (1885-1953) - Joaquim Torres-Garcia (1874-1949) - Vasiliy Yermilov (1894-1968) - Aníbal Villacís (1927-) - Oswaldo Viteri (1931-) - Yakov Chernikhov (1889-1951) - Hans Dieter Zingraff (1947-) |